# Paweł (Nenadović)
Paweł, nazwisko świeckie Nenadović (ur. 1699 w Budzie, zm. 15 sierpnia 1768) – serbski biskup prawosławny, metropolita karłowicki w latach 1744–1768.

## Życiorys
Pochodził z ubogiej rodziny z Budy. Dzięki pomocy metropolity karłowickiego Mojżesza uzyskał solidne wykształcenie – w Wiedniu ukończył szkoły serbską, niemiecką i łacińską. W wieku 22 lat został zatrudniony jako pisarz w magistracie w Budzie. Pięć lat później złożył na ręce metropolity Mojżesza wieczyste śluby mnisze, tego samego dnia, 30 stycznia 1726, przyjął również święcenia diakońskie. 21 listopada 1728 został wyświęcony na kapłana.
W 1742 otrzymał nominację na biskupa górnokarlovackiego i 25 kwietnia tego samego roku przyjął chirotonię biskupią, jednak dopiero dwa lata później cesarzowa Maria Teresa zgodziła się na objęcie przez niego katedry. Powierzone mu struktury cerkiewne zastał w bardzo złej kondycji. Poziom wykształcenia duchownych był niski, a parafialne cerkwie ubogie i źle wyposażone. Biskup Paweł zdołał częściowo poprawić tę sytuację, otwierając nowe szkoły duchowne. W 1748 został przeniesiony na katedrę aradską, jednak nigdy nie objął urzędu, gdyż został wybrany przez sobór cerkiewno-ludowy na metropolitę karłowickiego. Nastąpiło to 14 lipca 1749, cztery miesiące po śmierci poprzedniego metropolity Izajasza.
Sprzeciwiał się wyjazdom Serbów do Rosji, jak również szerzeniu unii wśród prawosławnych Serbów, domagał się od cesarzowej respektowania przywilejów swobody wyznania nadanych tej społeczności (nie zawsze skutecznie). Zmarł po chorobie w 1768.